# 國家社會主義汽車軍團
國家社會主義汽車軍團（德語：Nationalsozialistisches Kraftfahrkorps，縮寫：NSKK)，是1931年至1945年從屬於納粹黨下的準軍事組織。

## 概要

NSKK規範

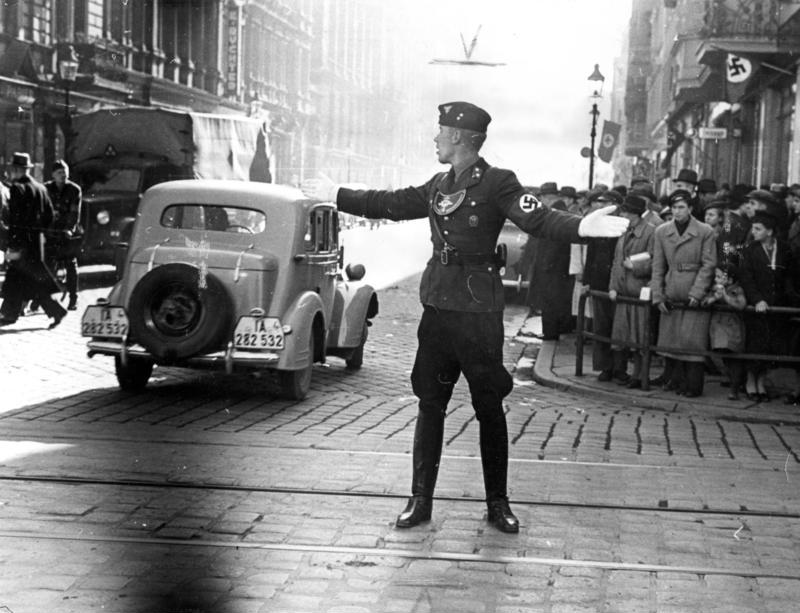
在波茲南指揮交通的NSKK團員，1939年

NSKK其前身為國家社會主義自動車軍團(Nationalsozialistisches Automobilkorps，NSAK)，1930年由SA納粹衝鋒隊成立。1931年NSAK改組成為NSKK，至1934年，已有超過一萬名會員並從SA分割出來成為獨立組織，這個決定使得NSKK後來逃過長刀之夜對SA的清算，沒有受到牽連。
NSKK主要宗旨是傳授團員良好高超駕駛技術，以操作高性能的汽車與摩托車來訓練團員。至1930年代中期，NSKK同時擔任德國公路救援團體的角色，當時頗與美國汽車協會(American Automobile Association，AAA)相提並論。
加入NSKK團員不需要擁有汽機車機械知識及駕照，NSKK會教育訓練團員並取得駕照。但作為納粹黨下的附庸組織，申請者仍須通過人種審查才可入團－即只准許亞利安人加入NSKK。
1939年第二次世界大戰爆發後，NSKK立刻成為德意志國防軍徵召兵員的目標，大量NSKK團員加入後勤及運輸部隊服務。由於NSKK團員的駕駛技術與機械知識對運輸作戰貢獻頗多，被暱稱為「國防軍之馬」。
德國戰敗後NSKK解散，1945年紐倫堡審判將NSKK裁定為 "condemned organization"有罪組織。